# Ад в клетка (2013)
„Ад в клетка 2013“ (Hell in a Cell 2013) е турнир на Световната федерация по кеч.
Турнирът е pay-per-view и се провежда на 27 октомври 2013 г. на „Американ Еърлайнс Арена“.
„Ад в клетка“ е професионален кеч турнир от типа „Гледане срещу заплащане“, продуциран от WWE и спонсориран от WWE 2K14. Провежда се на 27 октомври 2013 г. Американ Еърлайнс Арена в Маями, Флорида.
Турнира получава 212 хиляди долара, което е повече от предната година.

## Мачове
| #           | Мач | Правила                                                                                                   | Време |
| ----------- | --- | --- | ----- |
| Преди шоуто | Деймиън Сандау победи Кофи Кингстън                                                                                         | Сингъл мач                                                                                                | 07:02 |
| 1           | Голдъст и Коуди Роудс (c) победиха Щитът (Роман Рейнс и Сет Ролинс) и Братята Усо (Джими и Джей Усо)                        | Тройна заплаха отборен мач за отборните титли на федерацията                                              | 14:38 |
| 2           | Джони Къртис победи Великият Кали                                                                                           | Сингъл мач                                                                                                | 04:39 |
| 3           | Големият И Лангстън победи Дийн Амброуз (c) чрез отброяване                                                                 | Сингъл мач за титлата на щатите                                                                           | 08:43 |
| 4           | Си Ем Пънк победи Райбек и Пол Хеймън                                                                                       | Хендикап ад в клетка мач                                                                                  | 13:48 |
| 5           | Лос Матадорес (Диего и Фернандо) (с Ел Торито) победиха Истинските американци (Джак Суагър и Антонио Сезаро) (с Зеб Колтър) | Отборен мач                                                                                               | 05:34 |
| 6           | Джон Сина победи Алберто Дел Рио (c)                                                                                        | Сингъл мач за световната титла в тежка категория                                                          | 15:04 |
| 7           | Ей Джей Лий (c) (с Тамина) победи Бри Белла (с Ники Белла)                                                                  | Сингъл мач за титлата на дивите                                                                           | 04:47 |
| 8           | Ранди Ортън победи Даниел Брайън                                                                                            | Мач ад в клеткаа за свободната титла на световната федерация по кеч, със специален гост съдия Шон Майкълс | 21:44 |